# 蘇鐵白輪盾介殼蟲
蘇鐵白輪盾介殼蟲（学名：[Aulacaspis yasumatsui] 错误：{{Lang}}：文本有斜体标记（帮助））为盾介殼蟲科輪盾介殼蟲屬下的一个种。